# Gheorghe Alexianu
Gheorghe Alexianu (ur. 1 stycznia 1897 w Străoane – zm. 1 czerwca 1946 w Jilavie) – rumuński prawnik, pedagog i polityk. 

## Życiorys
Syn Ovaneza Alexeanu, przedsiębiorcy i hodowcy narodowości Arumuńskiej i Adeli. Absolwent liceum „Unirea” w Fokszanach (1907-1915). Studiował prawo na Uniwersytecie Bukareszteńskim (Universitatea din București) (1915-1916, 1918-) gdzie uzyskał tytuł doktora prawa (1925). Wziął udział w I wojnie światowej (1916-1918). Uczył filozofii i historii w liceum w Râmnicu Vâlcea. Był profesorem prawa Królewskiego Uniwersytetu Karola I w Czerniowcach (Universitatea Regele Carol I din Cernăuți) (1927-1938). Następnie przeszedł do administracji państwowej, pełniąc funkcję rezydenta królewskiego w obwodzie suczawskim (1938-1939) i obwodzie Bucegi (1939-1940) oraz gubernatora Transnistrii (1941-1944). W 1946 za zbrodnie wojenne w tejże Transnistrii przez Sąd Ludowy osądzony, skazany i stracony w więzieniu w Jilavie.